# NGC 6651
NGC 6651 est une galaxie spirale située dans la constellation du Dragon. Sa vitesse par rapport au fond diffus cosmologique est de 5 680 ± 6 km/s, ce qui correspond à une distance de Hubble de 83,8 ± 5,9 Mpc (∼273 millions d'al). NGC 6651 a été découverte par l'astronome américain Lewis Swift en 1884.
La classe de luminosité de NGC 6651 est III et elle présente une large raie HI.
À ce jour, une dizaine de mesures non basées sur le décalage vers le rouge (redshift) donnent une distance de 70,920 ± 5,162 Mpc (∼231 millions d'al), ce qui est tout juste à l'extérieur des valeurs de la distance de Hubble. Notons cependant que c'est avec la valeur moyenne des mesures indépendantes, lorsqu'elles existent, que la base de données NASA/IPAC calcule le diamètre d'une galaxie et qu'en conséquence le diamètre de NGC 6651 pourrait être d'environ 43,9 kpc (∼143 000 al) si on utilisait la distance de Hubble pour le calculer.